# Belén do Campo Piñeiro
Belén María do Campo Piñeiro (La Coruña, 29 de diciembre de 1963) es una política española.

## Biografía
Diplomada universitaria en Enseñanza General Básica, fue presidenta de Nuevas Generaciones del Partido Popular en La Coruña.  Elegida diputada al Congreso por la circunscripción electoral de La Coruña en las elecciones de 1989, 1993 y 2008 y senadora, también por la misma circunscripción, en las elecciones de 1996, 2000 y 2004. Dimitió como diputada en junio de 2011 al ser nombrada Delegada Territorial de la Junta de Galicia en la provincia de La Coruña, siendo sustituida en el escaño por María Asunción Torres Parada. Obtuvo un escaño en el Parlamento de Galicia en las elecciones autonómicas de 2012, renunciando al poco para volver a ser delegada de la Junta. El 9 de noviembre de 2015, cesó como Delegada Provincial y fue nombrada directora general de Ganadería, Agricultura e Industrias Agroalimentarias de la Junta gallega.